# Mattapoisett
Mattapoisett – miasto w Stanach Zjednoczonych, w stanie Massachusetts, w hrabstwie Plymouth.